# پرنده‌های آمریکایی
پرنده‌های آمریکایی (انگلیسی: American Flyers) یک فیلم سینمایی آمریکایی محصول سال ۱۹۸۵ میلادی در ژانر درام ورزشی دربارهٔ مسابقه دوچرخه سواری به کارگردانی جان بدهام و بازیگران کوین کاستنر، دیوید مارشال گرانت، را داون چونگ، الکساندرا پائول، لوکا برکوویچی و جنیس رول می‌باشند.
فیلمنامه توسط استیو تسیچ نوشته شده‌است.

## اضافه توضیحات
این فیلم قبل از اینکه کوین کاستنر سوپر استار هالیوود شود منتشر شد. در تاریخ ۱۶ اوت ۱۹۸۵ نسخه محدودی منتشر شد و ۱٫۴ میلیون دلار در ایالات متحده بدست آورد.